# Leucopholis talaurensis
Leucopholis talaurensis är en skalbaggsart som beskrevs av Moser 1913. Leucopholis talaurensis ingår i släktet Leucopholis och familjen Melolonthidae. Inga underarter finns listade i Catalogue of Life.